# Jakub Houška
Jakub Houška (* 30. července 1982 Most) je český basketbalista hrající Národní basketbalovou ligu za tým BK Děčín. Hraje na pozici pivota.
Basketbalu se věnuje od svých 18 let, předtím dlouhá léta hrál za týmy Legionáři Chomutov a Hokejbal Louny hokejbal, ve kterém se dostal do širšího výběru ČR. Jedná se o člena současného českého basketbalového reprezentačního týmu. Téměř celou kariéru tráví v Děčíně, kam přišel z rodného Chomutova a kde se stal v roce 2007 i kapitánem. V roce 2012 se oženil s bývalou volejbalistkou Děčína Ilonou Halbrštátovou a mají spolu dva syny, Marka a Filipa.
Ve sněmovních volbách v roce 2025 kandiduje na 14. místě kandidátní listiny hnutí STAN v Ústeckém kraji.

## Týmové úspěchy
- Postup s Chomutovem do Mattoni NBL
- Postup na ME do Španělska v kvalifikaci 2006
- Účast na ME – Španělsko 2007
- Několikanásobné 3. místo s BK Děčín v NBL
- 2. místo v Českém poháru 2012
- Postup na ME ve Slovinsku v kvalifikaci 2012

## Individuální úspěchy
- 2006 – 3. místo sportovec Děčínska
- 2007, 2008, 2009 – 1. místo sportovec Děčínska
- 2007 – 3. místo sportovec Ústeckého kraje
- 2007 – účastníkem ALL STAR GAME.
- 2008 – 2. místo sportovec Ústeckého kraje
- 2008 – účastníkem ALL STAR GAME.
- 2009 – 7. místo sportovec Ústeckého kraje
- 2012 – 1. místo sportovec Děčínska
- 2012 – Nejužitnější hráč reprezentace ČR na turnaji v Tallinnu
- 2012 – 5. místo sportovec Ústeckého kraje

## Basketbalová kariéra
- 2003–2004: BK Chomutov
- Thermia Karlovy Vary (hostování ve III. lize během působení v Chomutově)
- 2004 – současnost: BK Děčín

## Statistiky
| Sezóna   | Soutěž      | Odehrané minuty | Průměr na zápas | Body | Průměr na zápas |
| -------- | ----------- | --------------- | --------------- | ---- | --------------- |
| 2003/04  | Mattoni NBL | 759.1           | 26.2            | 257  | 8.9             |
| 2004/05  | Mattoni NBL | 336.1           | 19.8            | 85   | 5.0             |
| 2004/05  | Český pohár | 1.5             | 1.5             | 2    | 2.0             |
| 2005/06  | Mattoni NBL | 977.5           | 23.8            | 256  | 6.2             |
| 2005/06  | Český pohár | 51.1            | 25.6            | 21   | 10.5            |
| 2006/07* | Mattoni NBL | 398.2           | 21.0            | 153  | 8.1             |

 * Rozehraná sezóna – údaje k 20. 1. 2007